# Герб Андріївки (Бахчисарайський район)
Герб Андріївки затверджений 12 листопада 2004 р. рішенням Андріївської сільської ради.

## Опис герба
Щит скошений зліва червоним і синім. У першій частині золоте гроно винограду з двома листками. У другій частині срібна яхта із срібним вітрилом і синьою літерою А та срібним вимпелом, супроводжувана знизу двома срібними вузькими хвилястими балками.